# Francesco Gnerre
Francesco Gnerre (Santa Paolina, 17 de fevereiro de 1944 – Aprília, 17 de julho de 2025) foi um escritor, ensaísta e estudioso italiano.
Viveu desde a década de 1960 em Roma, onde se formou em literatura e, na década de 1970, em sociologia.

## Carreira
Foi professor do ensino médio, sobretudo em Roma, desde a década de 1970. Atualmente, dedica-se ao ensino e à sociologia da literatura, tendo participado na pesquisa e publicação de livros escolares (entre eles um ensaio sobre a Divina Comédia). Lecionou um curso de Sociologia da comunicação num instituto de ensino superior e, durante alguns anos, um curso de estudos do género na Universidade de Roma "Tor Vergata" . 
A sua dissertação em sociologia da literatura, sobre os personagens homossexuais na ficção pós-guerra, foi publicada em 1981 com o título L'eroe negato - Il personaggio omosessuale nella narrativa italiana contemporanea (O Herói Proibido: Os Personagens Homossexuais na Ficção Italiana Contemporânea). 
Com um título semelhante, publicou em 2000 na editora Baldini e Castoldi, um novo ensaio crítico sobre a narrativa italiana do século XX, L'eroe negato. Omosessualità e letteratura nel Novecento italiano (O Herói Proibido: Homossexualidade e Literatura no século XX Italiano) . 
Gnerre organizou também uma coletânea de contos gay, Avventure dell'eros (Aventuras do Eros) e colaborou no Dictionnaire des cultures gays et lesbiennes, (Dicionário das Culturas Gay e Lésbica), organizado por Didier Eribon. Escreveu artigos, contribuições e ensaios curtos para várias revistas italianas e estrangeiras (entre elas, Gai Pied, Paese Sera, Libertaria, il manifesto, Sodoma, The Advocate, Liberazione). 
De 1998 a 2004, escreveu a coluna sobre livros da revista Babilonia, o que faz atualmente para a revista Pride, dirigida por Gianni Rossi Barilli. 
Em 2015, para a Rogas Edizioni, publicou o ensaio La biblioteca ritrovata. Percorsi di lettura gay nel mondo contemporaneo (A Biblioteca Reencontrada: Caminhos de Leitura Gay no Mundo Contemporâneo), uma viagem à tradição cultural e literária homossexual.
Francesco Gnerre morreu em Aprília, perto de Roma, no dia 17 de julho de 2025, aos 81 anos.